# 遣散費
，是僱員在被裁員或公司結業時將會收到的補償金。

## 相關規定

### 香港
根據《僱傭條例》（第57章），凡僱員根據連續性合約受僱不少於24個月，而遭僱主裁員或停工，僱主即須儘快向僱員支付遣散費。
如僱主未有發放，僱員可以書面通知書形式向僱主申索遺散費，僱主須於被通知後兩個月內向僱員支付遣散費。
遺散費根據工資換算。

#### 長期服務金
根據《僱傭條例》，凡僱員根據連續性合約受僱滿5年，而遭僱主解僱（不包括裁員）或不獲續約或於在職期間身亡或證明永久不適合擔任現時工作而辭職（需註冊醫生或註冊中醫證明）或年滿65歲因年老辭職，僱主均須於合約終止後7天內向僱員支付長期服務金。而由於僱員不能同時申索遣散費與長期服務金，以及其計算方費完全一致，香港一般會把長期服務金與遣散費混為一談。

#### 計算方法
根據《僱傭條例》（第57章）遣散費與長期服務金計算方法統一如下：
月薪僱員
( 最後月薪或最後十二個月的平均工資 x 2 / 3 ) x 服務年資
日薪或件薪僱員
( 僱員最後工作的30個正常工作日中由僱員選任何18天工資或最後十二個月的平均工資 ) x 服務年資

#### 強積金對沖
強積金對沖機制容讓僱主以其就僱員的強積金供款（僱主部份）的額度及其累算權益，抵消其應對僱員支付的遣散費或長期服務金。政治團體如街工，工黨，民協，工聯會等均爭取消強積金對沖機制，保障僱員權益，惟於2016年的香港工商界退休保障諮詢論壇受到多名工商界代表發言反對。

### 中国大陆
根据《中华人民共和国劳动合同法》，在以下情况发生时，解除劳动合同时需要支付补偿金。

第三十八条 用人单位有下列情形之一的，劳动者可以解除劳动合同：

- (一)未按照劳动合同约定提供劳动保护或者劳动条件的；
- (二)未及时足额支付劳动报酬的；
- (三)未依法为劳动者缴纳社会保险费的；
- (四)用人单位的规章制度违反法律、法规的规定，损害劳动者权益的；
- (五)因本法第二十六条第一款规定的情形致使劳动合同无效的；
- (六)法律、行政法规规定劳动者可以解除劳动合同的其他情形。

第四十条  有下列情形之一的，用人单位提前三十日以书面形式通知劳动者本人或者额外支付劳动者一个月工资后，可以解除劳动合同：

- (一)劳动者患病或者非因工负伤，在规定的医疗期满后不能从事原工作，也不能从事由用人单位另行安排的工作的；
- (二)劳动者不能胜任工作，经过培训或者调整工作岗位，仍不能胜任工作的；
- (三)劳动合同订立时所依据的客观情况发生重大变化，致使劳动合同无法履行，经用人单位与劳动者协商，未能就变更劳动合同内容达成协议的。

第四十一条  有下列情形之一，需要裁减人员二十人以上或者裁减不足二十人但占企业职工总数百分之十以上的，用人单位提前三十日向工会或者全体职工说明情况，听取工会或者职工的意见后，裁减人员方案经向劳动行政部门报告，可以裁减人员：

- (一)依照企业破产法规定进行重整的；
- (四)用人单位被依法宣告破产的；
- (五)用人单位被吊销营业执照、责令关闭、撤销或者用人单位决定提前解散的；

第四十六条  

- （五）除用人单位维持或者提高劳动合同约定条件续订劳动合同，劳动者不同意续订的情形外，依照本法第四十四条第一项规定终止固定期限劳动合同的；

### 计算方法
经济补偿 = [工作月数÷6+1]÷2×最后12个月的平均月工资
其中[]代表向下取整。

## 参見
- 僱傭條例
- 人力資源管理
- 中华人民共和国劳动合同法